# Xã Wayne, Quận Monroe, Iowa
Xã Wayne (tiếng Anh: Wayne Township) là một xã thuộc quận Monroe, tiểu bang Iowa, Hoa Kỳ. Năm 2010, dân số của xã này là 87 người.